# Phare du Grand Léjon
Phare du Grand Léjon, ist der Name eines Leuchtturms an der Kanalküste der Bretagne im Département Côtes-d’Armor, Frankreich. 
Er steht am südlichen Ausläufer des Unterwasser-Plateaus Grand Léjon etwa 9 Seemeilen (ca. 16 km) von der Küste entfernt und markiert die Einfahrt in die Bucht von Saint-Brieuc. 

## Geschichte
Der Turm wurde zwischen 1859 und 1862 in zwei Phasen errichtet. Seine Tragweite beträgt 18 Seemeilen.
Weil aufgrund des oftmals starken Nebels der Turm mit seiner relativ schwachen Beleuchtung unwirksam war, wurde im Jahr 1888 ein zusätzliches Akustiksignal installiert. Die Automatisierung erfolgte im Jahr 1987.